# Storena
Storena är ett släkte av spindlar. Storena ingår i familjen Zodariidae.

## Dottertaxa tillStorena, i alfabetisk ordning[1]
- Storena aleipata
- Storena analis
- Storena annulipes
- Storena arakuensis
- Storena aspinosa
- Storena auripes
- Storena beauforti
- Storena birenifer
- Storena botenella
- Storena braccata
- Storena canalensis
- Storena caporiaccoi
- Storena charlotte
- Storena cochleare
- Storena colossea
- Storena cyanea
- Storena daviesae
- Storena debasrae
- Storena decorata
- Storena deserticola
- Storena dibangensis
- Storena digitulus
- Storena dispar
- Storena erratica
- Storena eximia
- Storena exornata
- Storena fasciata
- Storena flavipes
- Storena flavopicta
- Storena flexuosa
- Storena formosa
- Storena fronto
- Storena fungina
- Storena graeffei
- Storena gujaratensis
- Storena harveyi
- Storena hilaris
- Storena hirsuta
- Storena ignava
- Storena indica
- Storena inornata
- Storena irrorata
- Storena juvenca
- Storena kraepelini
- Storena lebruni
- Storena lentiginosa
- Storena lesserti
- Storena longiducta
- Storena maculata
- Storena mainae
- Storena major
- Storena martensi
- Storena martini
- Storena mathematica
- Storena melanognatha
- Storena metallica
- Storena minor
- Storena multiguttata
- Storena nana
- Storena nepalensis
- Storena nilgherina
- Storena nuga
- Storena obnubila
- Storena ornata
- Storena parvicavum
- Storena parvula
- Storena paucipunctata
- Storena petropolitana
- Storena procedens
- Storena quinquestrigata
- Storena rainbowi
- Storena rastellata
- Storena raveni
- Storena recta
- Storena recurvata
- Storena redimita
- Storena rotunda
- Storena rufescens
- Storena rugosa
- Storena sciophana
- Storena scita
- Storena semiflava
- Storena silvicola
- Storena sinuosa
- Storena sobria
- Storena tenera
- Storena tikaderi
- Storena tricolor
- Storena uncinata
- Storena variegata
- Storena vicaria
- Storena zavattarii